# مهرجان السلمون المرقط الدولي
مهرجان السلمون المُرَقَّط الدولي هو مِهرَجَان سنويّ يُقام في كالكاسكا، ميشيغان بعُطلَة نهاية الأسبوع الأخير من شهر أبريل؛ احتفاءً ببدء موسم السَلْمُون المرقط بميشيغان. وقد أُقيمَ مِهرَجَان السَلْمُون المُرَقَّط الدَّوْليّ الثاني والثمانون بالفترة 25-29 أبريل 2018.
وتشمَلُ فَعَّاليَّات مِهرَجَان السَلْمُون المُرَقَّط الدَّوْليّ مسابقةَ صيدٍ للأطفال البالغين من العُمر 16 عامًا أو دون ذلك، واحتفالاً، وبعض الاستعراضات، والألعابِ الناريَّة، ورياضات ركوب الدراجات البخارية، والموسيقى الحيَّة.